# Elaphoglossum dussii
Elaphoglossum dussii là một loài dương xỉ trong họ Dryopteridaceae. Loài này được Underw. & Maxon mô tả khoa học đầu tiên.